# Mukim di Labi
Labi è un mukim del Brunei situato nel Distretto di Belait con 914 abitanti al censimento del 2011.

## Geografia antropica

### Suddivisioni amministrative
Il mukim è suddiviso in 14 villaggi (kapong in malese):
Bukit Puan, Tapang Lupak, Tenajor, Ratan, Gatas, Kenapol, Terunan, Kesilin, Labi Lama, Mendaram Besar, Mendaram Kecil, Teraja, Sungai Petani, Malayan